# Damernas 1 000 meter i hastighetsåkning på skridskor vid olympiska vinterspelen 1984
Damernas 1 000 meter i hastighetsåkning på skridskor avgjordes den 13 februari. Loppet vanns av Karin Enke från Östtyskland.
38 idrottare från 17 nationer deltog i tävlingen.

## Rekord
Gällande världsrekord och olympiska rekord före vinter-OS 1984:
| Världsrekord     | Natalja Petrusjova (URS) | 1:19,31 | Alma-Ata, Kazakiska SSR, Sovjetunionen | 26 mars 1983     |
| Olympiskt rekord | Natalja Petrusjova (URS) | 1:24,10 | Lake Placid, New York, USA             | 17 februari 1980 |

Följande nya världsrekord och olympiska rekord blev satta under tävlingen:
| Datum       | Idrottare                  | Nation      | Tid     | OR | VR |
| ----------- | -------------------------- | ----------- | ------- | -- | -- |
| 13 februari | Christa Rothenburger       | Östtyskland | 1:23,98 | OR |    |
| 13 februari | Andrea Schöne-Mitscherlich | Östtyskland | 1:22,83 | OR |    |
| 13 februari | Karin Enke                 | Östtyskland | 1:21,61 | OR |    |

## Medaljörer
| Gren        | Guld                   | Guld         | Silver                    | Silver  | Brons                            | Brons   |
| 1 000 meter | Karin Enke Östtyskland | 1:21,61 (OR) | Andrea Schöne Östtyskland | 1:22,83 | Natalja Petrusjova Sovjetunionen | 1:23,21 |

## Resultat
| Placering | Idrottare                  | Nation        | Tid     | Tid bakom | Noteringar |
| --------- | -------------------------- | ------------- | ------- | --------- | ---------- |
| 1         | Karin Enke                 | Östtyskland   | 1:21,61 | –         | (OR)       |
| 2         | Andrea Schöne-Mitscherlich | Östtyskland   | 1:22,83 | +1,22     |            |
| 3         | Natalja Petrusjova         | Sovjetunionen | 1:23,21 | +1,60     |            |
| 4         | Valentina Lalenkova        | Sovjetunionen | 1:23,68 | +2,07     |            |
| 5         | Christa Rothenburger       | Östtyskland   | 1:23,98 | +2,37     |            |
| 6         | Yvonne van Gennip          | Nederländerna | 1:25,36 | +3,75     |            |
| 7         | Erwina Ryś-Ferens          | Polen         | 1:25,81 | +4,20     |            |
| 8         | Monika Holzner             | Västtyskland  | 1:25,87 | +4,26     |            |
| 9         | Annette Carlén-Karlsson    | Sverige       | 1:26,15 | +4,54     |            |
| 10        | Lilianna Morawiec          | Polen         | 1:26,53 | +4,92     |            |
| 11        | Silvia Brunner             | Schweiz       | 1:26,61 | +5,00     |            |
| 12        | Seiko Hashimoto            | Japan         | 1:26,69 | +5,08     |            |
| 13        | Lydia Stephans             | USA           | 1:26,73 | +5,12     |            |
| 14        | Zofia Tokarczyk            | Polen         | 1:26,95 | +5,34     |            |
| 15        | Sigrid Smuda               | Västtyskland  | 1:27,05 | +5,44     |            |
| 16        | Bjørg Eva Jensen           | Norge         | 1:27,08 | +5,47     |            |
| 17        | Katie Class                | USA           | 1:27,57 | +5,96     |            |
| 18        | Natalie Grenier            | Kanada        | 1:27,67 | +6,06     |            |
| 19        | Pak Gum-hyon               | Nordkorea     | 1:27,86 | +6,25     |            |
| 20        | Edel Therese Høiseth       | Norge         | 1:27,90 | +6,29     |            |
| 21        | Thea Limbach               | Nederländerna | 1:28,12 | +6,51     |            |
| 22        | Shoko Fusano               | Japan         | 1:28,19 | +6,58     |            |
| 23        | Alie Boorsma               | Nederländerna | 1:28,40 | +6,79     |            |
| 24        | Mary Docter                | USA           | 1:28,55 | +6,94     |            |
| 25        | Sylvie Daigle              | Kanada        | 1:28,96 | +7,35     |            |
| 26        | Shen Guoqin                | Kina          | 1:29,11 | +7,50     |            |
| 27        | Hiromi Ozawa               | Japan         | 1:29,20 | +7,59     |            |
| 28        | Miao Min                   | Kina          | 1:29,22 | +7,61     |            |
| 29        | Han Chun-ok                | Nordkorea     | 1:29,30 | +7,69     |            |
| 30        | Emese Hunyady              | Ungern        | 1:29,36 | +7,75     |            |
| 31        | Lee Yeon-ju                | Sydkorea      | 1:29,80 | +8,19     |            |
| 32        | Cao Guifeng                | Kina          | 1:30,28 | +8,67     |            |
| 33        | Marzia Peretti             | Italien       | 1:30,33 | +8,72     |            |
| 34        | Lee Kyung-ja               | Sydkorea      | 1:31,11 | +9,50     |            |
| 35        | Choi Seung-yoon            | Sydkorea      | 1:32,31 | +10,70    |            |
| 36        | Bibija Kerla               | Jugoslavien   | 1:51,06 | +29,45    |            |
| 37        | Natalja Glebova            | Sovjetunionen | 1:55,42 | +33,81    | Fall       |
| 38        | Dubravka Vukušić           | Jugoslavien   | 2:03,02 | +41,41    |            |